# Федір Даниляк
Федір Даниляк (нар. 2 вересня 1955, Пуків) — балетмейстер, хореограф і художній керівник української школи танцю «Барвінок» у Місісазі, Онтаріо, Канада.

## Біографія
Федір Даниляк народився 2 вересня 1955 року в селі Пуків Рогатинського району Івано-Франківської області. З раннього віку у Федора виявився талант до танцю і розваг. Він любив виступати в рідному селі. Після закінчення середньої школи вивчав мистецтво танцю в Калуському училищі культури в 1972—1976 роках. У становленні професійних зацікавлень Федора Даниляка як хореографа, виконавця і майбутнього балетмейстера, певну роль відіграла викладач Марія Василівна Ляшкевич.
Після служби в армії вступив до Київського інституту культури імені О. Корнійчука (сьогодні Київський національний університет культури і мистецтв), де у 1978—1982 рр. продовжив навчання і підготовку як хореограф українського народного танцю. Федір також отримав розширену підготовку в бальних танцювальних стилях фокстрот, вальс, квікстеп і танго. Після закінчення Київського інституту з дипломом хореографа, Федір отримав скерування на роботу молодим спеціалістом у Калуське училище культури, де він працював з 1982 до 1995 року. Після закінчення інституту Федір Даниляк працює в Гуцульському ансамблі пісні і танцю при Івано-Франківській обласній філармонії (сьогодні Івано-Франківський Національний Академічний Гуцульський ансамбль пісні і танцю «Гуцулія»).Саме в Івано-Франківську він зустрів свою майбутню дружину Христину.

## Хореограф
Розпочавши свою викладацьку кар'єру в Калуському училищі культури, Федір прагнув збільшити любов та розуміння українського танцю серед своїх учнів та громади Калуша. Викладав в училищі з 1982 до 1995 року. Його любов до української народної традиції підштовхнула його до заснування першого в Калуші українського фольклорного ансамблю «Мереживо». За роки існування ансамбль «Мереживо» слугував початковою сходиною для студентів Федора у світ народного танцю. Учні ознайомлювалися з професійним танцем і набирались досвіду в хореографії українських та інших міжнародних танців. Федір Даниляк у рамках вивчення дисципліни «Український танець» приділив особливу увагу вивченню танців етнографічних груп Прикарпаття, що ввійшло пізніше окремим розділом в навчальну програму дисципліни. Репертуар Народного ансамблю танцю «Мереживо», яким він керував, розпрацював хореографічні композиції «Прикарпатський святковий», бойківський танець «Любаска», хореографічну сюїту «Вінок єднання». Багато з його учнів після закінчення училища культури та ансамблю танцю «Мереживо» продовжували кар'єру як професійні танцюристи, хореографи, викладачі. Деякі — як засновники провідних українських танцювальних шкіл.
Федір також був танцюристом народного ансамблю танцю «Покуття» в Коломиї. Під час роботи з талановитим балетмейстером і художнім керівником Даною Демків, Федір набирався досвіду керування професійною танцювальною школою. У складі ансамблю «Покуття» Федір виступав на міжнародних фестивалях у Греції та Америці.
Дослідниця хореографічного мистецтва Ольга Квецко вважає Даниляка одним з видатних представників хореографії, а основою його успіху називає збереження автентичності в хореографічних постановках, яке «…полягає в дотриманні трьох принципів обробки фольклорних танців: перший принцип — збереження першооснови фольклорного танцю; другий — аранжування та створення нового варіанта на основі традиційного танцю; третій — авторський варіант фольклорного першоджерела».

## У Канаді
Наприкінці 1996 року, Федір Даниляк із сім'єю емігрував до Канади. Місто Торонто, з його яскравою і значною українською громадою пропонувало Федору багато можливостей, щоб продовжити роботу в його обраній кар'єрі як викладача і хореографа. Протягом першого року Федір викладав український танець у ряді українських танцювальних шкіл Торонто та провінції. Даниляка запрошують хореографом-постановником до Академії танцю «Аркан» у Торонто. «Веснянка» і «Академія Українського Танцю» були його початковим досвідом викладання танцю в українській громаді Канади.

### «Барвінок»
У 1997 році його прийняли до школи Українського танцю «Барвінок», завдяки сприянню одного з членів комітету школи, Мирослави Каммінгс. Протягом випробувального терміну в танцювальній школі, Федір вразив комітет школи своїми знаннями українського танцю і здібностями поширювати ці знання серед своїх учнів, від маленьких п'ятирічних дітей до дорослих танцюристів. Десятирічний досвід викладання українського танцю в Україні був міцною основою для його кар'єри як художнього керівника «Барвінку».
Невдовзі після прийому на роботу відданість школі та важка робота принесла Федорові підвищення на посаді. Він став художнім керівником школи й ансамблю. Нова посада дозволила йому повести школу в новому напрямку та впроваджувати свою методику викладання. Йшли роки, і люди з української громади в Торонто стали помічати зміни в школі танцю «Барвінок». Ріст рівня танцюристів і танців приємно дивував батьків і глядачів численних міжнародних фестивалів у Торонто. Підтримка батьків сприяла підвищенню ефективності школи й дозволила Федору присвятити себе збагаченню танцювального репертуару школи. За 20 років роботи Федір Даниляк здійснив понад 200 постановок.

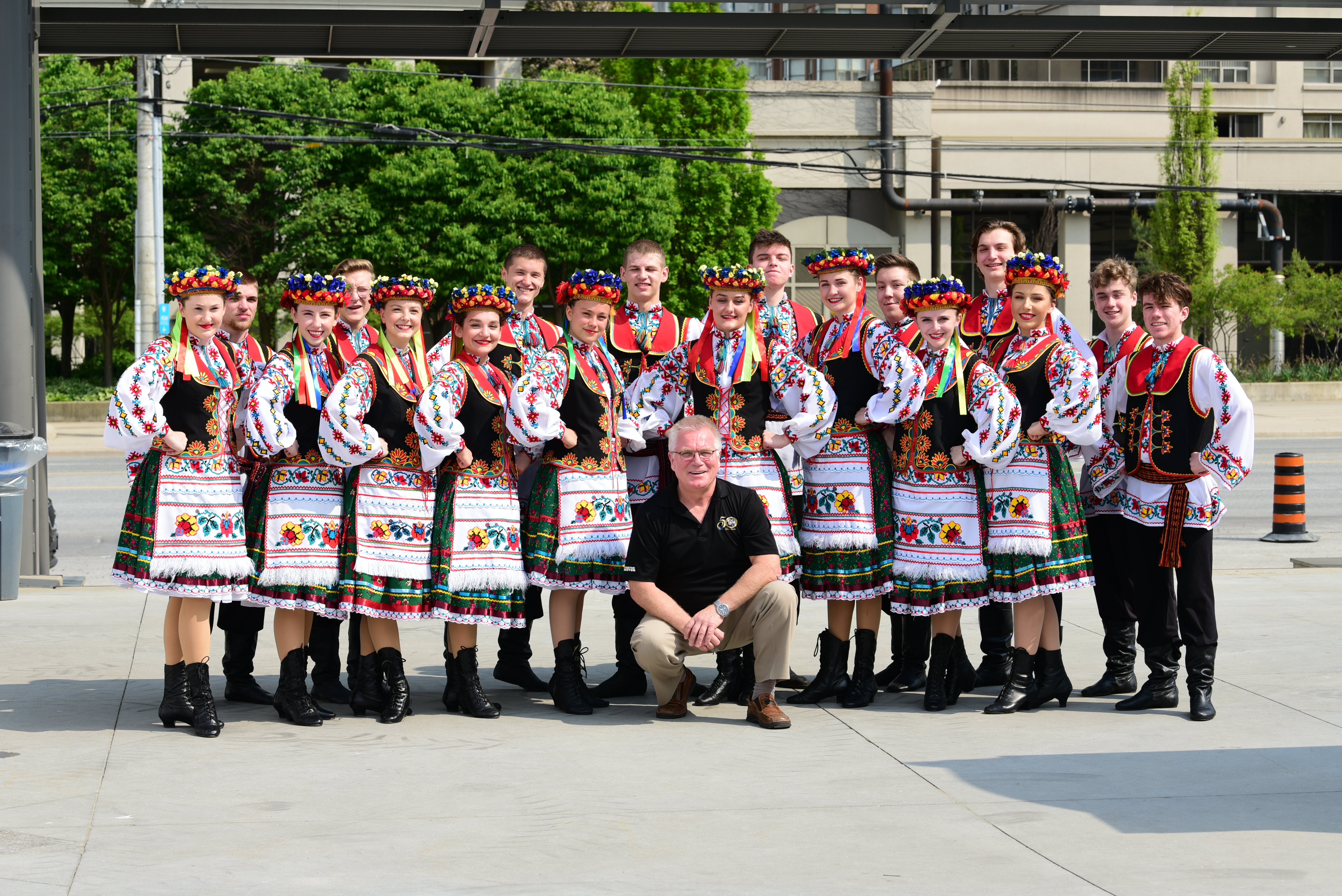
Федір Даниляк з танцювальною групою на Українському фестивалі в Місісазі, 1 червня 2019

Завдяки важкій роботі та підготовці Федора Даниляка і батьків танцюристів, у 2000 році відбулася перша поїздка в Україну. Завершились поїздка 1-м місцем на Міжнародному конкурсі українського танцю в Ялті. Участь у численних фестивалях і офіційних заходах збільшила популярність школи. Кількість учнів зросла з понад ста студентів на початку роботи Федора Даниляка до більш ніж чотирьохсот танцюристів у 2009—2010 роках. Станом на 2017 рік у школі танцю «Барвінок» навчаються понад чотириста п'ятдесят учнів. У 2004 році друга поїздка була також успішною, з виступом у Харкові на 350-й річниці міста та перед тисячами глядачів на День Незалежності України.
Організована Федором Даниляком та батьківським комітетом третя поїздка в Україну 2008-го року була присвячена 40-й річниці заснування школи танцю «Барвінок». Ювілейний тур включав виступи у Львові, Пукові, Рогатині, Тернополі та Києві. Найбільш пам'ятна презентація, створена Федором, — хореографічна сюїта «Голодомор». Створена в пам'ять жертв геноциду українського народу 1932—1933 років. «Барвінок» виконав сюїту на щорічному Українському Всесвітньому Конгресі перед тодішнім президентом України Віктором Ющенком і прем'єр-міністром Юлією Тимошенко. Сюїта «Голодомор» отримала подальше визнання, коли вона була виконана на концерті, присвяченому пам'яті жертв Голодомору 29 листопада 2008 року в Торонто, Канада.
Концертні виступи в Європі та Україні були організовані у 2012 та 2013-му роках. У 2017 році відбулась іще одна поїздка до Європи й до України. «Барвінок» неодноразово брав участь у благодійних акціях збору коштів на допомогу сім'ям, чиї батьки загинули від російської агресії. У 2019 році ансамбль відзначав своє 50-річчя.

## Творчість
За 20 років своєї діяльності Федір Даниляк створив десятки танців. Їх танцюють і танцювали тисячі учнів школи «Барвінок».

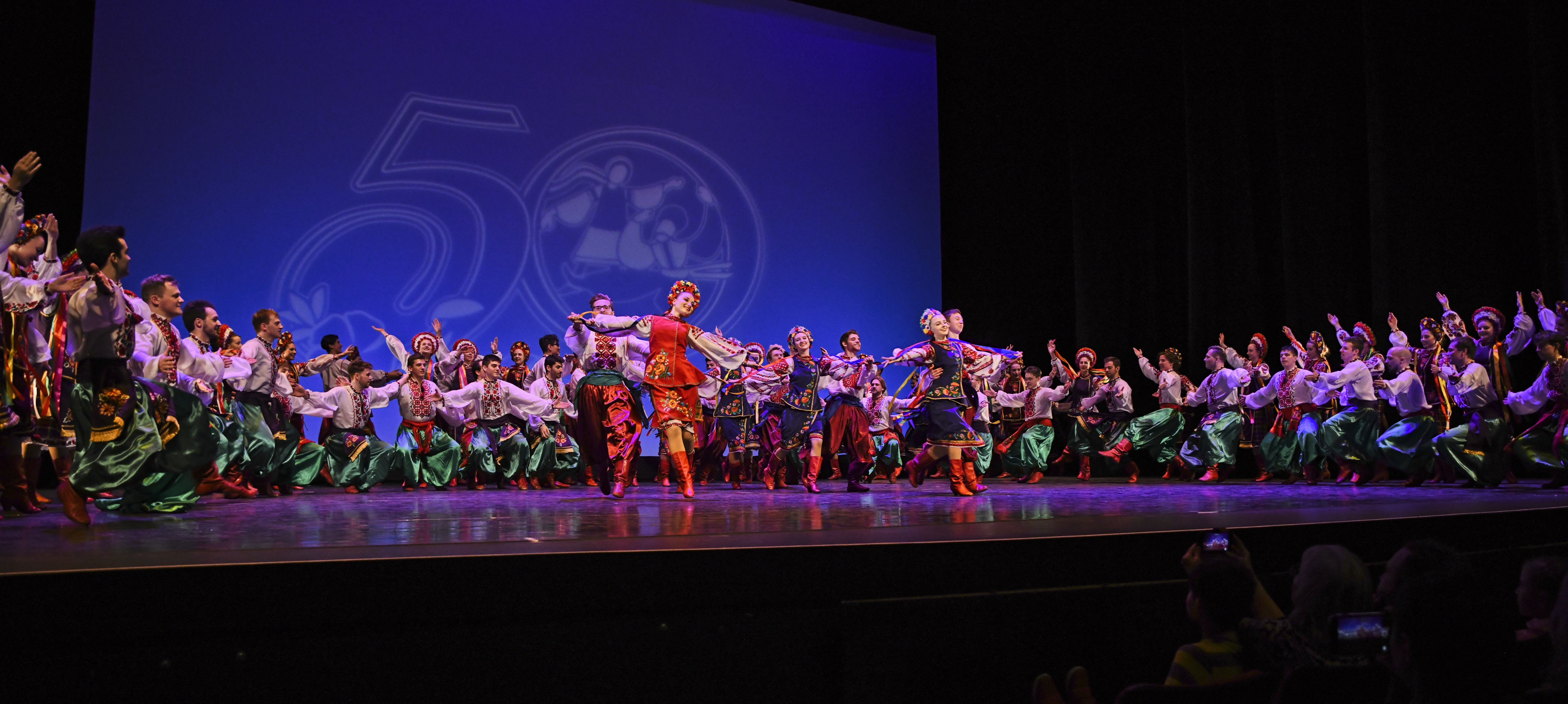
Виступ на фестивалі в Місісазі
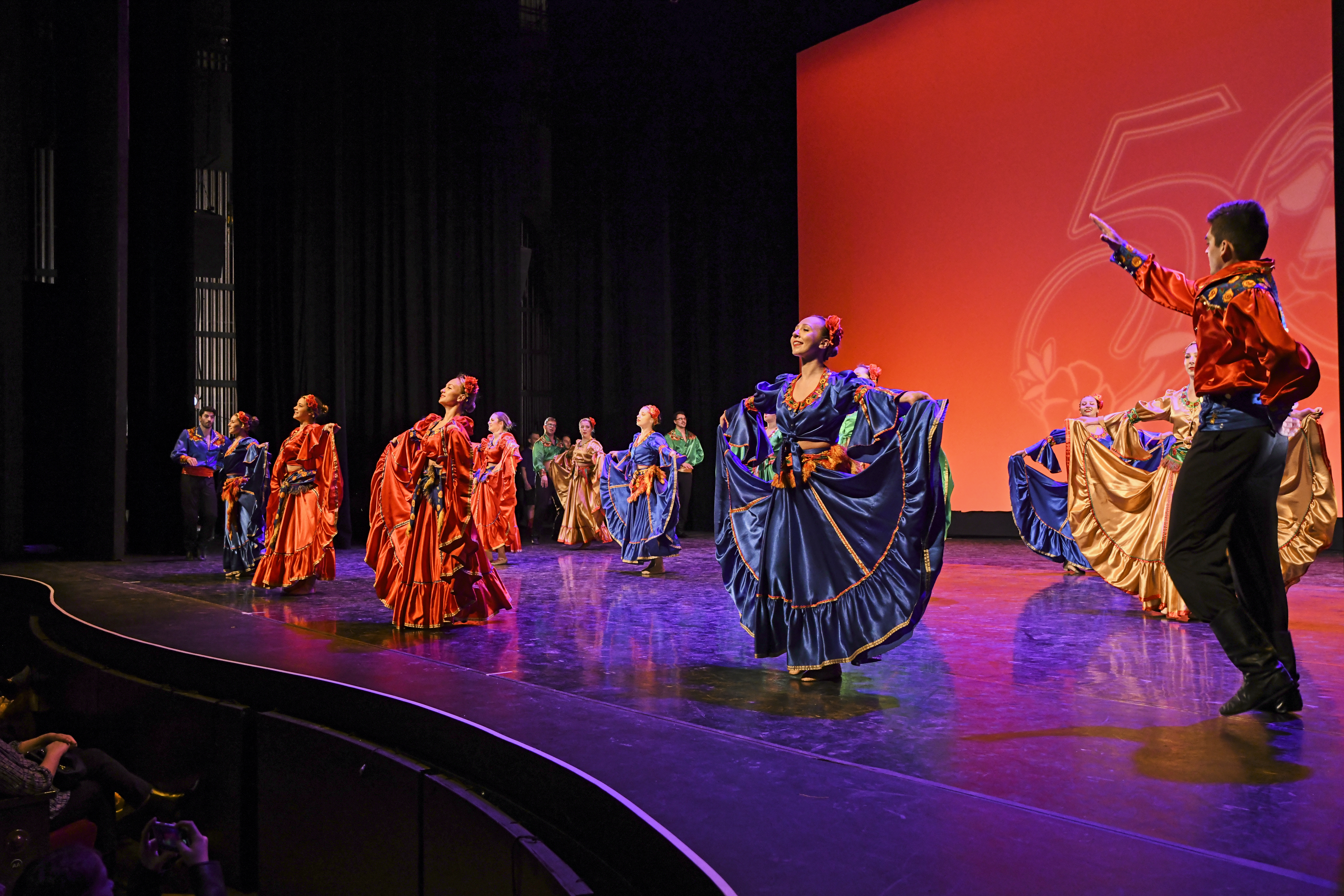
Виступ на фестивалі в Місісазі. Ромський танець.

Це найбільш відомі танці:
- Гопак
- Волинський танець
- Хореографічна сюїта «Голодомор»
- Весільний танець і сюїта
- Карпатська сюїта
- Дикі танці
- Гуцульська сюїта
- Лемко
- Буковинський танець
- Вийди, Грицю!
- Ой, на горі калина
- Василечки
- Била мене мати
- Ромський танець
- Привіт
- Танцювальна мозаїка